# Chrysophyllum reitzianum
Chrysophyllum reitzianum là một loài thực vật có hoa trong họ Hồng xiêm. Loài này được Mattos mô tả khoa học đầu tiên năm 1974.